# Rhododendron dayaoshanense
Rhododendron dayaoshanense là một loài thực vật có hoa trong họ Thạch nam. Loài này được L.M. Gao & D.Z. Li mô tả khoa học đầu tiên năm 2003.